# Kamionka (powiat olsztyński)
Kamionka (niem. Steinhof) – wieś w Polsce położona w województwie warmińsko-mazurskim, w powiecie olsztyńskim, w gminie Biskupiec.
| SIMC    | Nazwa   | Rodzaj    |
| ------- | ------- | --------- |
| 0471567 | Pierwój | część wsi |

W latach 1975–1998 miejscowość należała administracyjnie do województwa olsztyńskiego. Leży nad jeziorami Pierwój i Kamionka.